# ニューモンロー
ニューモンローは、1991年にソフィアが開発し、西陣が発売したセクシーな女性を大役物とした羽根モノパチンコ機。西陣機種の新要件機第1号である。

## 概要
- セクシーな女性（2頭身）を大役物としている。普段は服を着ているが、大当たり中は服が脱げて（女性はオールヌードになる）Vゾーンをサポートするルート役物になる。
- 左中央にある電チュー開放チャッカー（スルー方式ではない）を経由して2チャッカーの電チューが開き、その羽根開放の1回目で入賞した玉にV入賞のチャンスがあるため、通常はなかなか大当たりしない。
- 一度大当たりすれば玉を9個貯留し、15Rまでほぼ継続するため、デジパチ並の1500～2000発近い大量出玉を稼ぐことが出来る。
- 京都府ではヌードの女性役物が検定上の問題となり、役物の女性に水着を模したシールを貼付して発売された。通称「京都バージョン」と呼ばれる。

## スペック
- 『ニューモンロー』
  - 賞球数 7&15 大当たり最高継続 15R10C
- 『ニューモンローP-2』
  - 賞球数 7&15 大当たり最高継続 15R10C
  - 違いは電動チューリップ開放チャッカーの位置（電チューの上）と、大当たり時の貯留開放タイミングで、ラウンド毎に変わっており、大当たり出玉も少なくなっている。